# Cantori Gregoriani
I Cantori Gregoriani sono un gruppo italiano di voci maschili di canto gregoriano fondato a Cremona nel 1986 da Fulvio Rampi.

## Storia
Il gruppo si è costituito nel 1986 su iniziativa del direttore Fulvio Rampi, si dedica esclusivamente alla ricerca, all'esecuzione, allo studio ed alla divulgazione del canto gregoriano.
Composto esclusivamente da specialisti in musica medievale e canto gregoriano, ripropone il repertorio gregoriano sul fondamento dell'indagine semiologica, ossia sullo studio scientifico delle antiche fonti manoscritte risalenti al X ed XI secolo. La proposta interpretativa del gruppo intende porre in evidenza, attraverso gli strumenti propri della semiologia, la forza espressiva del canto gregoriano.
Oltre alla produzione discografica e all'attività concertistica, i Cantori gregoriani sono impegnati in un lavoro di recupero del canto gregoriano in collaborazione con personalità ed istituzioni sia nazionali che internazionali.
L'attività concertistica dei Cantori gregoriani è piuttosto intensa, soprattutto in Italia ma anche all'estero (Spagna, Portogallo, Svizzera, Austria, Germania, Polonia, Belgio, Slovenia, Libano, Brasile). Dal 1995 al 1998 l'ensemble ha effettuato quattro tournée in Giappone, dove ha tenuto concerti nelle principali città. Nel 1996 ha tenuto un concerto nella Sala Grande del Conservatorio “Ciaikovski” di Mosca, in Russia.
Il coro ha inoltre effettuato registrazioni per la Radio svizzera Suisse Romande, per la Radio tedesca WDR, per la televisione austriaca ORF e per la televisione giapponese NHK.
Nel 1993 ha fondato la rivista specialistica Note gregoriane.
Dal 1996, durante il periodo estivo, organizza il Corso di canto gregoriano Il suono della Parola indirizzato a cantori, animatori liturgici e direttori di coro

## Formazione
- Fulvio Rampi - direttore stabile
- Giorgio Merli - voce solista
- Roberto Spremulli - voce solista
- Angelo Corno
- Enrico De Capitani
- Alessandro Riganti
- Francesco Spadari

## Discografia
- 1989 - Canto gregoriano.
- 1989 - Le domeniche d'avvento.
- 1990 - La settimana santa.
- 1991 - Natale e s. Stefano.
- 1993 - Lectio libri exodi.
- 1994 - Tempus nativitatis.
- 1995 - Pascha nostrum.
- 1995 - Adventus domini.
- 1996 - Spiritus domini.
- 1996 - Corpus domini.
- 1996 - Devotions.
- 1997 - Dominus redemptor.
- 1997 - Mater domini.
- 1997 - Surrexit dominus.
- 1998 - Ambrogio e Gregorio.
- 1998 - In paradisum.
- 1998 - La nuit de saint Nicholas.
- 2005 - Vokal - musik.
- 2008 - Mihi vivere Christus est